# Loris tardigradus
Loris tardigradus (Тонкий лорі червоний) — вид нічних мокроносих приматів родини лорієвих (Lorisidae). Мешкає у тропічних лісах Шрі-Ланки.

## Опис
Тіло завдовжки 18–25 см, вагою 85–370 г. Шерсть м'яка, густа, червоно-коричневого забарвлення, черево сіре.

## Спосіб життя
Це соціальний вид, що спить та живиться невеликими групками. Основу раціону складають мурахи. Також поїдають пташині яйця, ягоди, членистоногих.

## Охорона
Вид перебуває під загрозою зникнення через руйнування місць проживання, вирубування лісів. Мешкає у кількох природоохоронних територіях.